# بيتار نادوفيزا
بيتار نادوفيزا (Petar Nadoveza) (9 أبريل 1942 في شيبينيك في كرواتيا – 19 مارس 2023)؛ هو لاعب كرة قدم سابق كان يلعب كمهاجم. لعب مع منتخب يوغوسلافيا لكرة القدم منذ عام 1967.

## وصلات خارجية
- بيتار نادوفيزا على موقع قاعدة بيانات كرة القدم.إي يو (الإنجليزية)
- بيتار نادوفيزا على موقع ناشيونال فوتبول تيمز (الإنجليزية)
- بيتار نادوفيزا على موقع Soccerway.com (الإنجليزية)
- بيتار نادوفيزا على موقع عالم كرة القدم.نت (الإنجليزية)
- national-football-teams.com